# Barranca del Cobre
Barranca del Cobre eller Cañon del Cobre (engelska Copper Canyon, "Kopparkanjonen") är ett område av kanjoner) som ligger i delstaten Chihuahua i norra Mexiko. Hela kanjonområdet är tillsammans cirka 4 gånger större och på många platser avsevärt djupare än Grand Canyonområdet i USA, dock är Grand Canyon i sig större än varje enskild ravin i Barranca del Cobre.

## Området
Barranca del Cobre ligger i den sydvästra delen av delstaten Chihuahua och sträcker sig även en liten bit in i delstaten Sinaloa.
Hela området ligger i Sierra Madre Occidental (även kallad Sierra Tarahumara) och består av 6 delområden där Barranca del Cobre i regel används som beteckning för hela kanjonområdet.
Området omfattar cirka 64.750 km² (25.000 sq miles) med en längd på ca 600 km och ca 250 km bred (1).
De djupaste kanjonerna är (att jämföras med Grand Canyon med 1424 m) (2):
- Cañon de Batopilas (Batopilas Canyon) med 1799 m
- Cañon del Cobre (Copper Canyon) med 1759 m
- Cañon de Oteros (Oteros Canyon) med 983 m
- Cañon de Sinforosa (Sinforosa Canyon) med 1799 m
- Cañon de Tararecua (Tararecua Canyon) med 1425 m
- Cañon de Urique (Urique Canyon) med 1870 m

Hela området utgör numera nationalparken "Parque Nacional Barranca del Cobre" (Copper Canyon National Park).
Inom parkområdet finns även Mexikos två högsta vattenfall Cascada de Piedra Volada på ca 453 m i Cañon Candameña och La Cascada de Basaseachi på ca 312 m i Cañon Basaseachic.
Området är lite svårtillgängligt och beskådas enklast från tåglinjen "Chihuahua al Pacífico" (oftast kallad El Chepe) som trafikerar mellan städerna Los Mochis och Chihuahua. Tåget gör bl.a. ett kort uppehåll i staden Divisadero där man får en bra vy över Cañon del Cobre, Cañon de Tararecua och Cañon de Urique. Andra större orter i området är Batopilas, Creel, Guachochi och Urique.

## Historia
Namnet härstammar från den koppargröna färgen på kanjonväggarna skapad av bergarten "Piedra cobriza".
Tåglinjen Chihuahua al Pacífico (El Chepe) invigdes 1961 och har en sträckning om ca 673 km och passerar 39 broar och 86 tunnlar under sin ca 16 timmar långa färd genom området (3).